# Muntsurinjärvi
Muntsurinjärvi eller Muntjiurinjärvi är en sjö i Finland. Den ligger i Lieksa i vid Nurmijärvi i landskapet Norra Karelen, i den östra delen av landet, 400 km nordost om huvudstaden Helsingfors. Muntsurinjärvi ligger 115,5 meter över havet. I omgivningarna runt Muntsurinjärvi växer i huvudsak barrskog. Den är 6,5 meter djup. Arean är 83,1 hektar och strandlinjen är 8,44 kilometer lång. Sjön  ingår i Vuoksens huvudavrinningsområde. 